# Silver Bullet
Silver Bullet (bra: A Hora do Lobisomem ou Bala de Prata; prt: O Segredo da Bala de Prata) é um filme norte-americano de 1985, dos gêneros terror, suspense e aventura, dirigido por Daniel Attias com roteiro de Stephen King baseado em seu romance Cycle of the Werewolf. Foi estrelado por Gary Busey, Everett McGill, Corey Haim, Terry O'Quinn, Joe Wright e Lawrence Tierney.

## Enredo
O filme conta a história da pequena cidade de Tarker's Mill, que sempre foi um lugar pacato até que terríveis e violentos assassinatos começaram a acontecer. Os habitantes locais acreditavam que o responsável pelas mortes seja um psicopata à solta. Porém, um garoto de 11 anos chamado Marty (Corey Haim) acreditava que os assassinatos não estavam sendo causados por uma pessoa, mas sim por um lobisomem. Com a ajuda de sua irmã, Jane (Megan Follows), o jovem consegue escapar e decide ir atrás do monstro.
Depois da morte de Brady Kincaid (Joe Wright), um grupo liderado pelo vendedor de armas Andy (Bill Smitrovich) se reúne para fazer justiça, e apesar dos pedidos de Joe Haller (Terry O'Quinn), o xerife de Tarker's Mill, e Pete Sylvester (David Hart), eles desistem após uma repreensão do pai de Brady (Kent Broadhurst). O Reverendo Lowe (Everett McGill) tenta persuadir o povo a não promover um massacre, porém não é ouvido e, durante um sonho, estava presidindo um funeral quando percebe que todos que acompanhavam (inclusive os corpos) viravam lobisomens e o atacavam. O religioso descobre que tudo era um pesadelo e pede a Deus para "deixar que acabasse tudo aquilo".
Os irmãos de Red (Gary Busey), tio de Marty, convencem-no de que Lowe estaria por trás dos assassinatos e que tentaria matar o jovem. Lutando para procurar o assassino, o xerife Joe Haller decide ir à casa do Reverendo e descobre que ele estava escondido na garagem. Antes que fosse preso, Lowe agride Haller antes de retirar o tapa-olho e se transformar em lobisomem. Em seguida, atinge a cabeça do xerife, que morre na hora.
Sabendo que o lobisomem iria atacá-los, Marty e Jane convencem Red a levar a cruz e a medalha que usavam para um armeiro, que transforma os objetos em uma bala de prata. Durante a lua cheia, os Coslaws esperam o lobisomem e Red pensa que fora enganado, quando o monstro invade a casa e ambos lutam. No final, Marty pega o projétil e atira no olho do lobisomem, que volta à forma humana. Todos ficam espantados ao descobrir que era o Reverendo Lowe o verdadeiro assassino. O religioso tenta um novo ataque antes de levar um segundo tiro e morrer.

## Elenco
- Gary Busey - Tio Red
- Everett McGill - Reverendo Lowe
- Corey Haim - Marty Coslaw
- Megan Follows - Jane Coslaw
- Robin Groves - Nan Coslaw (mãe de Marty)
- Leon Russom - Bob Coslaw (pai de Marty)
- Terry O'Quinn - Xerife Joe Haller
- Bill Smitrovich - Andy Fairton
- Joe Wright - Brady Kincaid
- Kent Broadhurst - Herb Kincaid (pai de Brady)
- Heather Simmons - Tammy Sturmfuller
- James A. Baffico - Milt Sturmfuller
- Rebecca Fleming - Sra. Sturmfuller
- Lawrence Tierney - Owen Knopfler
- William Newman - Virgil Cuts
- Sam Stoneburner - Prefeito O'Bannion
- Lonnie Moore - Billy McLaren
- Rick Pasotto - Aspinall
- Cassidy Eckert - Garota
- Wendy Walker - Stella Randolph
- Michael Lague - Noivo de Stella
- Myra Mailloux - Mãe de Stella
- William Brown - Bobby Robertson
- Herb Harton - Elmer Zinneman
- David Hart - Pete Sylvester
- Graham Smith - Porter Zinneman
- Paul Butler - Edgar Rounds
- Crystal Field - Maggie Andrews
- Julius LeFlore - Smokey
- Roxanne Aalam - Namorada do Tio Red
- Pearl Jones - Sra. Thayer
- Ish Jones Jr. - Sr. Thayer
- Steven White - Outfielder
- Conrad McLaren - Mac
- Tovah Feldshuh - Older Jane (voz)
- James Gammon - Arnie Westrum
- Laura Warner - Garota (não-creditada)